# تريكلور

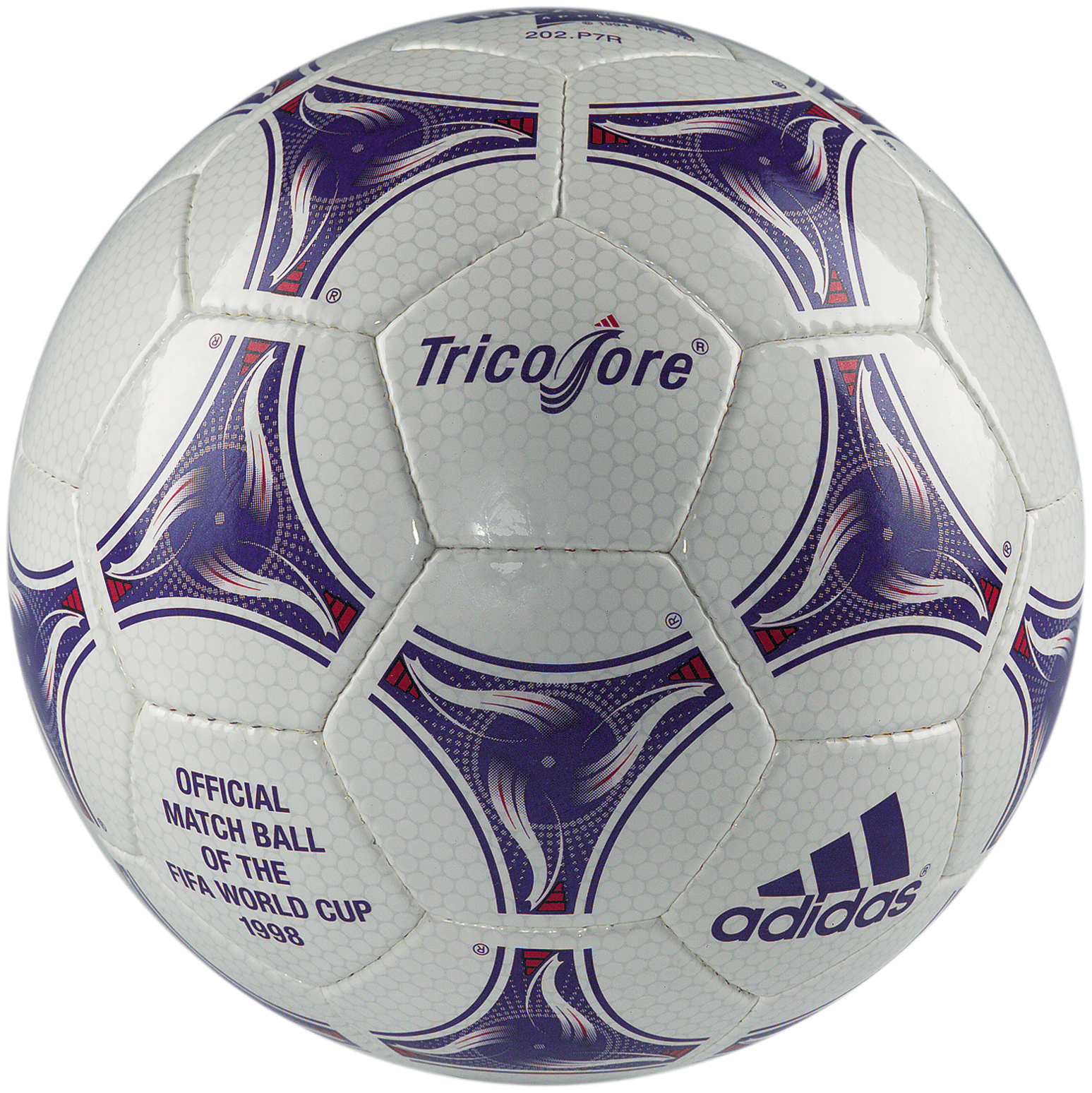
كرة القدم أديداس تريكلور

كرة القدم أديداس تريكلور (بالإنجليزية: Tricolore)‏، الكرة الرسمية لكأس العالم 1998 التي أقيمت في فرنسا، أنتجت من قبل شركة اديداس للأقشمة الرياضية، وهي أول كرة متعددة الألوان.